# Interliga (bejzbol) 2014.
Sedamnaesto izdanje Interligu u bejzbolu je po šesti put u svojo povijesti osvojila Olimpija iz Karlovca. 

U natjecanju je sudjelovalo 12 klubova iz Hrvatske, Mađarske i Slovačke, a bilo je podijeljeno na Interligu A i Interligu B kao drugi rang. 

Natjecanje se odvijalo od travnja do lipnja 2014.

## Interliga A

### Ligaški dio
| mj | klub                        | ut | pob | por | pog+ | pog- | post. |           |
| -- | --------------------------- | -- | --- | --- | ---- | ---- | ----- | --------- |
| 1. | Olimpija (Karlovac)         | 10 | 9   | 1   | 89   | 26   | 90.00 | završnica |
| 2. | Nada (Split)                | 10 | 7   | 3   | 94   | 45   | 70.00 | završnica |
| 3. | STU Angels (Trnava          | 10 | 6   | 4   | 45   | 59   | 60.00 | završnica |
| 4. | Apollo (Bratislava)         | 10 | 3   | 7   | 62   | 80   | 30.00 | završnica |
| 5. | Vindija (Varaždin)          | 10 | 3   | 7   | 37   | 74   | 30.00 |           |
| 6. | Óbuda Warriors (Budimpešta) | 10 | 2   | 8   | 48   | 91   | 20.00 |           |

### Završni turnir
Igran u Karlovcu.
| klub1           | rezultat      | klub2         |
| poluzavršnica   | poluzavršnica | poluzavršnica |
| --------------- | ------------- | ------------- |
| Nada            | 11:2          | STU Angels    |
| Olimpija 83     | 2:1           | Apollo        |
|                 |               |               |
| za treće mjesto |               |               |
| STU Angels      | 0:2           | Apollo        |
|                 |               |               |
| za pobjednika   |               |               |
| Olimpija 93     | 9:8           | Nada          |

## Interliga B
| mj | klub                                  | ut | pob | por | pog+ | pog- | post.  |
| -- | ------------------------------------- | -- | --- | --- | ---- | ---- | ------ |
| 1. | Slovan (Bratislava)                   | 8  | 8   | 0   | 117  | 39   | 100.00 |
| 2. | Szentendre Sleepwalkers (Senandrija)  | 10 | 6   | 4   | 138  | 122  | 60.00  |
| 3. | Zagreb (Zagreb)                       | 10 | 6   | 4   | 125  | 110  | 60.00  |
| 4. | Érd Aeros (Andzabeg)                  | 8  | 4   | 4   | 57   | 87   | 50.00  |
| 5. | Jánnossomorja Rascals (Jánossomorja)  | 9  | 3   | 6   | 85   | 92   | 33.33  |
| 6. | Neckermann Kanizsa Ants (Nagykanizsa) | 9  | 0   | 9   | 31   | 103  | 0.00   |

## Poveznice i izvori
- sportscore.sk, Interliga A 2014.  Arhivirana inačica izvorne stranice od 16. svibnja 2016. (Wayback Machine)
- sportscore.sk, Interliga B 2014.  Arhivirana inačica izvorne stranice od 4. ožujka 2016. (Wayback Machine)
- sportscore.sk, završnica Interlige A  Arhivirana inačica izvorne stranice od 4. ožujka 2016. (Wayback Machine)